# Schurnuch
Schurnuch (armenisch Շուռնուխ) bzw. Schurnuchu (aserbaidschanisch Şurnuxu) ist ein geteiltes Grenzdorf zwischen Armenien und Aserbaidschan.
Laut der Verwaltungsgliederung Armeniens ist es Teil der Provinz Sjunik. Gemäß der Verwaltungsstruktur Aserbaidschans gehört es zur Provinz Qubadlı.

## Geographische Lage und Geschichte
Shurnuch/Schurnuchu liegt an einem malerischen und bewaldeten Berghang an den Ufern des gleichnamigen Flusses auf der Straße Goris-Kapan.
Laut armenischen Quellen wurde der Name des Dorfes erstmals im 13. Jahrhundert vom Historiker Staphanos Orbelian erwähnt. Den aserbaidschanischen Geschichtsforschern zufolge kommt die Bezeichnung „Schurnuchu“ in altosmanischen Chroniken aus dem Jahr 1593 vor.
Gemäß der Volkszählung im Russischen Reich 1897 lebten im Dorf 84 Personen, alle Muslime (Aserbaidschaner). Der erste Volkszensus der UdSSR aus dem Jahr 1926 ergab, dass in Schurnuch 126 Menschen leben (alle Aserbaidschaner).
Bis zum Beginn des armenisch-aserbaidschanischen Konflikts Ende der 1980er Jahre war Schurnuch von Aserbaidschanern besiedelt. Nachdem diese 1989 ihre Häuser verlassen mussten, wurde das Dorf von Armeniern bevölkert.
Nach dem Ende des Zweiten Bergkarabachkrieges am 10. November 2020 erfolgte die Rückgabe der Provinz Qubadlı an Aserbaidschan. Dadurch entfachten die Diskussionen über die Demarkation der noch in der Sowjetzeit gültigen Grenzen zwischen Armenien und Aserbaidschan. In der Folge wurde ein kleiner Teil des Dorfes, unter anderem 12 Wohnhäuser unter aserbaidschanische Kontrolle gebracht und der Provinz Qubadlı zugesprochen.